# ژیزل پینو
ژیزل پینو (به فرانسوی: Gisele Pineau) نویسنده قرن بیستم میلادی اهل فرانسه است.